# Глигор Зисов
Глигор Зисов е български учител в Костурско, Македония, убит от гръцките власти през 1913 година.

## Биография
Глигор Зисов е роден в костурското село Апоскеп, тогава в Османската империя, днес в Гърция.
Учи в Солунската българска мъжка гимназия. От 1912 година е начален учител в Черешница. Негов ученик си спомня:
| „ | Беше среден на ръст, нито много висок, нито нисок, църноок. Дека вървеше, земята окрасяваше. Беше токмо учител... | “ |

През май 1913 година, в навечерието на Междусъюзническата война при обезоръжителна акция на гръцката войска в Черешница, местните жители са подложени на масов побой. Зисов, който не се възползва от възможността да се укрие, се намесва, за да защити селяните, като изтъква, че България и Гърция са съюзници. Предложено му е да стане гръцки учител, а след като отказва заради българската си принадлежност, е жестоко пребит пред очите на негови ученици. Един от тях описва побоя така:
| „ | ... започнаха да го бият. Го оставаха малко да се съвземе и пак бой. Един го държеше за косата скунат [наведен], друг го биеше со камшик от фартома [въже]. Го кутнаха [събориха] на земята и го газеха со нозете. Глигорето остана со мала душа. Яз гледам свичко това и се чудя майка ли ги има родено тия зверове. | “ |

Впоследствие е отведен от баща си в родното си село, но скоро след това е арестуван и демонстративно преведен вързан през Черешница. Убит е заедно с други български учители и свещеници край село Загоричани, Костурско.